# Аурискальпиевые
Ауриска́льпиевые (лат. Auriscalpiaceae) — семейство грибов, входящее в порядок Сыроежковых (Russulales).

## Описание
- Плодовые тела шляпочные.
- Шляпка кожистая, коричневатого цвета. Гименофор пластинчатый, пластинки с зубчатым краем, или шиповатый. Глеоцистиды многочисленны.
- Мякоть белого или коричневатого цвета, жёсткая или довольно мягкая, амилоидная или неамилоидная. Гифы обычно с пряжками.
- Споровый порошок белого цвета. Споры бесцветные, эллиптической или яйцевидной формы, бородавчатые или шиповатые, иногда амилоидные. Базидии двух- или четырёхспоровые, бесцветные, булавовидной формы.

## Экология
Представители семейства — сапротрофы или паразиты, вызывающие белую гниль.

## Таксономия

### Синонимы
- Lentinellaceae Kotlába & Pouzar, 1972, nom. inval.

### Роды
Семейство Аурискальпиевые включает 3—6 родов.
- Amylonotus Ryvarden, 1975
- Artomyces Jülich, 1982 — Артомицес
- Auriscalpium Gray, 1821 — Аурискальпиум
- Dentipratulum Domanski, 1965
- Gloiodon P. Karst., 1879
- Lentinellus P. Karst., 1879 — Лентинеллус